# Západopaňdžábská Wikipedie
Západopaňdžábská Wikipedie je jazyková verze Wikipedie V lednu 2022 obsahovala přes 64 000 článků a pracovali pro ni 2 správci. Registrováno bylo přes 30 000 uživatelů, z nichž bylo asi 60 aktivních. V počtu článků byla 88. největší Wikipedie.